# Scarabaeus xavieri
Scarabaeus xavieri es una especie de coleópteros de la familia de los escarabeidos. La especie fue descrita por primera vez por Ferreira en 1968.